# Manendragarh
Manendragarh là một thành phố và khu đô thị của quận Koriya thuộc bang Chhattisgarh, Ấn Độ.

## Nhân khẩu
Theo điều tra dân số năm 2001 của Ấn Độ, Manendragarh có dân số 30.755 người. Phái nam chiếm 53% tổng số dân và phái nữ chiếm 47%. Manendragarh có tỷ lệ 72% biết đọc biết viết, cao hơn tỷ lệ trung bình toàn quốc là 59,5%: tỷ lệ cho phái nam là 79%, và tỷ lệ cho phái nữ là 64%. Tại Manendragarh, 13% dân số nhỏ hơn 6 tuổi.